# Портреты джентльменов из Херефордского шахматного общества
«Портреты джентльменов из Херефордского шахматного общества» (англ. «Portraits of the Gentlemen of the Hereford Chess Society») — картина британского художника Томаса Лиминга (англ. Thomas Leeming, 1788 (?) — 1822). Сохранилась в нескольких вариантах. Является ценным источником по духовной жизни и клубному быту интеллигенции провинциальной Великобритании начала XIX века.

## История создания картины и её судьба

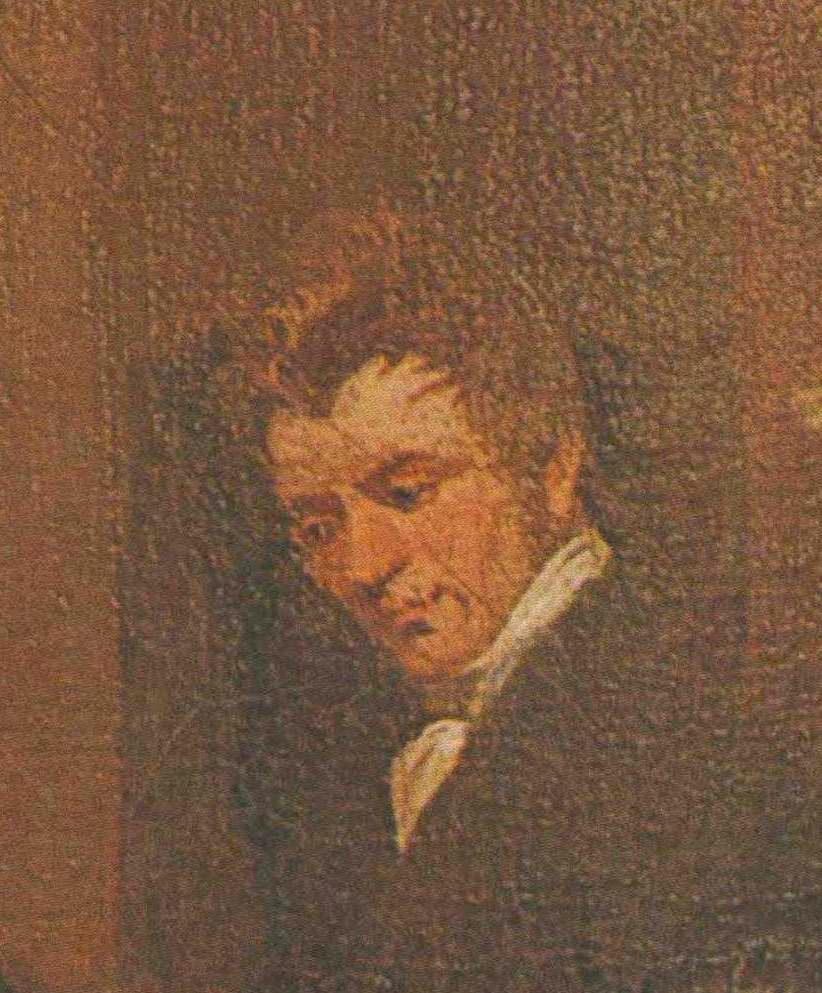
Томас Лиминг. Автопортрет на групповом портрете шахматистов

Художник Томас Лиминг родился в Ланкашире около 1788 года, работал между 1811 и 1822 годами, был автором портретных миниатюр, некоторые из его клиентов жили в Ирландии. Около 1813—1814, он начал работать в Херефорде, где была меньше конкуренция, чем в Лондоне (и в других провинциальных городах того времени, например, в Норвиче с его знаменитой школой художников). Художник писал портреты местных знаменитостей: лорда Харли и полковника Мэтьюза, мисс Холдер, преподобного Томаса Рассела, который был каноником собора Херефорда, семьи виконта Херефорда. 22 апреля 1817 года он заключил брак с Мэри Линк (англ. Mary Link) в приходской церкви Святого Петра в Херефорде. В 1815 году он создал первый вариант картины «Портреты джентльменов из Херефордского шахматного общества». В 1818 году он выполнил второй вариант своей же картины 1815 года, изображающей заседание Херефордского шахматного клуба.
Техника — масляная живопись по холсту, размер — 44 на 59 сантиметров. Картина не датирована, предположительно создана в начале XIX века. Вероятной датой её создания называют 1818 год.
В 2008 году Ричард Тилетт, член Streatham and Brixton Chess Club, в лавке старьёвщика в Западном Норвуде приобрёл книгу по истории интерьера «An Illustrated History of Interior Design: From Pompeii to Art Nouveau» профессора Марио Праца (издательство Thames & Hudson, 1964, репринтное переиздание 1982 года) за пять фунтов. Одна из картин книги изображала группу английских джентльменов, которые играют в шахматы. Три игры в разгаре, а седьмой персонаж стоя наблюдает за одной из партий. Картина принадлежала кисти художника Томаса Лиминга, называлась «Херефордский шахматный клуб» (или «Портреты членов Херефордского шахматного общества», как она именовалась впоследствии на аукционе) и находилась на момент публикации книги во Флоренции в коллекции Джана Гринлиса (англ. Jan Greenlees). Тилетт и его друг Мартин Смит, шахматисты и искусствоведы, заинтересовались данной картиной и начали её поиски.
В 1958 году Гринлис был назначен директором Британского института во Флоренции, каковым он оставался до 1981 года, он был другом автора книги Марио Праца. Гринлис был близок после войны к итальянским коммунистам, хорошо знаком с Грэмом Грином и Ренато Гуттузо, который выполнил его портрет, во время II мировой войны работал в английской секретной службе, был гомосексуалом. Владелец картины умер в 1988 году. Картина была продана несколько лет спустя на аукционе Sotheby’s в Лондоне 10 июля 1991 года всего за £ 7 200.

## Персонажи, изображённые на картине
Все изображённые на ней персонажи были идентифицированы (слева направо):
- Джон Аллен Младший[англ.] (англ. John Allen Junior, 1787—1829) был библиофилом и антикваром, в юности воевал против наполеоновской Франции, в 1813 году стал капитаном[9]. Современники описывают его энергичным новатором, радикалом, импульсивным человеком. Начал карьеру в семейном бизнесе. В 1815 году Аллен был активно участвует в создании первой постоянной некоммерческой библиотеки Херефорда. Абонемент за 12 шиллингов в год позволял читателю брать книги самого широкого спектра. В настоящее время Аллен известен своей книгой Bibliotheca Herefordiensis[10] — первым полноценным библиографическим справочником подобного рода в Великобритании. Это была амбициозная попытка перечислить все печатные и графические материалы, касающиеся Херефордшира. Ни один из экземпляров справочника не был предназначен для продажи. Жизнь Аллена разрушил судебный процесс. Юридическая фирма Боденхэма (его друга и партнёра в шахматах) не только взяла на себя защиту, но и отказалась от гонорара. Аллен заплатил 5 фунтов стерлингов штрафа, но судебные расходы истца, которые он должен был оплатить, превышали 400 фунтов стерлингов. В 1823 году Аллен Старший продал семейное дело, а не передал его сыну, с которым он порвал. В том же году Аллен Младший переехал в Лондон и продолжил библиографические и антикварные исследования. В 1827 году он разорился, часть его библиотеки была продана на аукционе. В 1827 году он находился в тюрьме Кларкенуэлла и просил своего друга библиотекаря Уильяма Апкотта о залоге для освобождения «из этого проклятого места». Эта тюрьма не был долговой тюрьмой, возможно, он был задержан за попытку самоубийства, что считалось тогда преступлением. Аллен был признан невменяемым и провел следующие восемь месяцев в психиатрической лечебнице Бедлам. Он вернулся в Херефорд, но его психическое здоровье было разрушено и в 1828 году он был направлен в Херефордскую психиатрическую лечебницу. Он умер там в следующем году в возрасте 40 лет[11][12].
- Фрэнсис Льюис Боденхэм (англ. Francis Louis Bodenham) два срока он был мэром Херефорда (в 1840 году, а затем снова в 1857). Выходец из богатой католической семьи банкиров и адвокатов. Предполагают, что именно в его доме разыгрывается действие картины. Фрэнсис Льюис Боденхэм был успешным адвокатом, уважаемой фигурой в общественной жизни Херефорда. Его потомок находится в списке покровителей и организаторов в 1885 году международного турнира, состоявшейся в Херефорде[9].
- Сам художник Томас Лиминг. Он — единственный из присутствующих, кто не играет в шахматы, а только наблюдает за игрой.
- Джеймс Бактон (англ. James Buckton), лондонский адвокат и близкий друг художника. На другой — более ранней версии картины, датированной 1815 годом и подписанной самим художником, вместо него изображён другой персонаж — Самюэль Беван (англ. Samuel Beavan). Замена персонажа связана с завязавшимися тесными дружескими отношениями между Бактоном и Лимингом, которые были скреплены их браками на родных сёстрах. В апреле 1819 года Джеймс Бактон и Элиза Филиппа Линк заключили между собой брак в церкви Святого Георгия на Hanover Square, приходской церкви Томаса и Мэри в районе Мейфэр в Вестминстере. Томас Лиминг был одним из свидетелей. Исследователи предполагают, что картина 1818 года была заказана художнику именно Бактоном[13].
  - Самюэль Беван — юрист, выходец из семьи офицера, он работал в 1815 году в юридической фирме Боденхэма в Херефорде[9]. 15 сентября 1817 года некий господин Браун покончил с собой в Royal Mail Coach Hotel в Корке. В ходе следствия выяснилось, что на самом деле его зовут Самуэль Беван, он работал в банке Херефорда и похитил крупную сумму денег, после чего скрылся. Вознаграждение 100 фунтов стерлингов (!) было предложено банком за его задержания. Мартин Смит предположил, что скандал с его преступлением и смертью заставил художника заменить его фигуру на картине в новой версии на Джеймса Бактона, добропорядочного обывателя и нового друга Лиминга[14].
- Эдвин Гуд Райт (англ. Edwin Goode Wright), был редактором и издателем херефордского журнала в течение 40 лет. Он умер в 1859 году, был опубликован его некролог в «The Illustrated London News», который утверждал, что он был руководителем ряда государственных благотворительных организаций, увлекался научными изысканиями, участвовал в юности в войнах против Наполеона Бонапарта[9][15].
- Чарльз Бисс (англ. Charles Biss), он был крещен в Херефорде в 1790 году, женился на некоей Элизабет Уилтшир в Бридстоу[англ.] в 1820 году. Есть записи в Национальном архиве Великобритании, относящиеся к нему в качестве владельца земли в Беркли в Глостершире в 1830-х годах[9].
- Феофилус Лейн (англ. Theophilus Lane). Феофилус Лейн выступал в качестве друга жениха на бракосочетании художника 22 апреля 1817 года с Мэри Линк в приходской церкви Святого Петра в Херефорде[13]. Он принадлежал к семье выдающихся адвокатов и священнослужителей Херефорда. Некий Феофил Лейн женился на племяннице художника Томаса Гейнсборо, их дети получили известность как гравёры, литографы и как эксперты по арабскому миру. Однако, на картине изображён другой представитель этой семьи, Феофилус Лейн — сын Джеймса и Анны Лейн, крещённый в Росс-он-Уай в 1791 году, он был адвокатом, стал епархиальным регистратором в соборе Херефорда, в 1830 году в одном из документов он был указан в качестве нотариуса[9].

|   | a | b | c | d | e | f | g | h |   |
| - | --- | --- | --- | --- | --- | --- | --- | --- | - |
| 8 | c7 чёрная пешка · f7 чёрный король · b6 чёрная пешка · e6 белая пешка · f6 чёрная пешка · h6 чёрная пешка · a5 чёрная пешка · b5 белая пешка · f5 белая пешка · a4 белая пешка · f4 белый король | c7 чёрная пешка · f7 чёрный король · b6 чёрная пешка · e6 белая пешка · f6 чёрная пешка · h6 чёрная пешка · a5 чёрная пешка · b5 белая пешка · f5 белая пешка · a4 белая пешка · f4 белый король | c7 чёрная пешка · f7 чёрный король · b6 чёрная пешка · e6 белая пешка · f6 чёрная пешка · h6 чёрная пешка · a5 чёрная пешка · b5 белая пешка · f5 белая пешка · a4 белая пешка · f4 белый король | c7 чёрная пешка · f7 чёрный король · b6 чёрная пешка · e6 белая пешка · f6 чёрная пешка · h6 чёрная пешка · a5 чёрная пешка · b5 белая пешка · f5 белая пешка · a4 белая пешка · f4 белый король | c7 чёрная пешка · f7 чёрный король · b6 чёрная пешка · e6 белая пешка · f6 чёрная пешка · h6 чёрная пешка · a5 чёрная пешка · b5 белая пешка · f5 белая пешка · a4 белая пешка · f4 белый король | c7 чёрная пешка · f7 чёрный король · b6 чёрная пешка · e6 белая пешка · f6 чёрная пешка · h6 чёрная пешка · a5 чёрная пешка · b5 белая пешка · f5 белая пешка · a4 белая пешка · f4 белый король | c7 чёрная пешка · f7 чёрный король · b6 чёрная пешка · e6 белая пешка · f6 чёрная пешка · h6 чёрная пешка · a5 чёрная пешка · b5 белая пешка · f5 белая пешка · a4 белая пешка · f4 белый король | c7 чёрная пешка · f7 чёрный король · b6 чёрная пешка · e6 белая пешка · f6 чёрная пешка · h6 чёрная пешка · a5 чёрная пешка · b5 белая пешка · f5 белая пешка · a4 белая пешка · f4 белый король | 8 |
| 7 | c7 чёрная пешка · f7 чёрный король · b6 чёрная пешка · e6 белая пешка · f6 чёрная пешка · h6 чёрная пешка · a5 чёрная пешка · b5 белая пешка · f5 белая пешка · a4 белая пешка · f4 белый король | c7 чёрная пешка · f7 чёрный король · b6 чёрная пешка · e6 белая пешка · f6 чёрная пешка · h6 чёрная пешка · a5 чёрная пешка · b5 белая пешка · f5 белая пешка · a4 белая пешка · f4 белый король | c7 чёрная пешка · f7 чёрный король · b6 чёрная пешка · e6 белая пешка · f6 чёрная пешка · h6 чёрная пешка · a5 чёрная пешка · b5 белая пешка · f5 белая пешка · a4 белая пешка · f4 белый король | c7 чёрная пешка · f7 чёрный король · b6 чёрная пешка · e6 белая пешка · f6 чёрная пешка · h6 чёрная пешка · a5 чёрная пешка · b5 белая пешка · f5 белая пешка · a4 белая пешка · f4 белый король | c7 чёрная пешка · f7 чёрный король · b6 чёрная пешка · e6 белая пешка · f6 чёрная пешка · h6 чёрная пешка · a5 чёрная пешка · b5 белая пешка · f5 белая пешка · a4 белая пешка · f4 белый король | c7 чёрная пешка · f7 чёрный король · b6 чёрная пешка · e6 белая пешка · f6 чёрная пешка · h6 чёрная пешка · a5 чёрная пешка · b5 белая пешка · f5 белая пешка · a4 белая пешка · f4 белый король | c7 чёрная пешка · f7 чёрный король · b6 чёрная пешка · e6 белая пешка · f6 чёрная пешка · h6 чёрная пешка · a5 чёрная пешка · b5 белая пешка · f5 белая пешка · a4 белая пешка · f4 белый король | c7 чёрная пешка · f7 чёрный король · b6 чёрная пешка · e6 белая пешка · f6 чёрная пешка · h6 чёрная пешка · a5 чёрная пешка · b5 белая пешка · f5 белая пешка · a4 белая пешка · f4 белый король | 7 |
| 6 | c7 чёрная пешка · f7 чёрный король · b6 чёрная пешка · e6 белая пешка · f6 чёрная пешка · h6 чёрная пешка · a5 чёрная пешка · b5 белая пешка · f5 белая пешка · a4 белая пешка · f4 белый король | c7 чёрная пешка · f7 чёрный король · b6 чёрная пешка · e6 белая пешка · f6 чёрная пешка · h6 чёрная пешка · a5 чёрная пешка · b5 белая пешка · f5 белая пешка · a4 белая пешка · f4 белый король | c7 чёрная пешка · f7 чёрный король · b6 чёрная пешка · e6 белая пешка · f6 чёрная пешка · h6 чёрная пешка · a5 чёрная пешка · b5 белая пешка · f5 белая пешка · a4 белая пешка · f4 белый король | c7 чёрная пешка · f7 чёрный король · b6 чёрная пешка · e6 белая пешка · f6 чёрная пешка · h6 чёрная пешка · a5 чёрная пешка · b5 белая пешка · f5 белая пешка · a4 белая пешка · f4 белый король | c7 чёрная пешка · f7 чёрный король · b6 чёрная пешка · e6 белая пешка · f6 чёрная пешка · h6 чёрная пешка · a5 чёрная пешка · b5 белая пешка · f5 белая пешка · a4 белая пешка · f4 белый король | c7 чёрная пешка · f7 чёрный король · b6 чёрная пешка · e6 белая пешка · f6 чёрная пешка · h6 чёрная пешка · a5 чёрная пешка · b5 белая пешка · f5 белая пешка · a4 белая пешка · f4 белый король | c7 чёрная пешка · f7 чёрный король · b6 чёрная пешка · e6 белая пешка · f6 чёрная пешка · h6 чёрная пешка · a5 чёрная пешка · b5 белая пешка · f5 белая пешка · a4 белая пешка · f4 белый король | c7 чёрная пешка · f7 чёрный король · b6 чёрная пешка · e6 белая пешка · f6 чёрная пешка · h6 чёрная пешка · a5 чёрная пешка · b5 белая пешка · f5 белая пешка · a4 белая пешка · f4 белый король | 6 |
| 5 | c7 чёрная пешка · f7 чёрный король · b6 чёрная пешка · e6 белая пешка · f6 чёрная пешка · h6 чёрная пешка · a5 чёрная пешка · b5 белая пешка · f5 белая пешка · a4 белая пешка · f4 белый король | c7 чёрная пешка · f7 чёрный король · b6 чёрная пешка · e6 белая пешка · f6 чёрная пешка · h6 чёрная пешка · a5 чёрная пешка · b5 белая пешка · f5 белая пешка · a4 белая пешка · f4 белый король | c7 чёрная пешка · f7 чёрный король · b6 чёрная пешка · e6 белая пешка · f6 чёрная пешка · h6 чёрная пешка · a5 чёрная пешка · b5 белая пешка · f5 белая пешка · a4 белая пешка · f4 белый король | c7 чёрная пешка · f7 чёрный король · b6 чёрная пешка · e6 белая пешка · f6 чёрная пешка · h6 чёрная пешка · a5 чёрная пешка · b5 белая пешка · f5 белая пешка · a4 белая пешка · f4 белый король | c7 чёрная пешка · f7 чёрный король · b6 чёрная пешка · e6 белая пешка · f6 чёрная пешка · h6 чёрная пешка · a5 чёрная пешка · b5 белая пешка · f5 белая пешка · a4 белая пешка · f4 белый король | c7 чёрная пешка · f7 чёрный король · b6 чёрная пешка · e6 белая пешка · f6 чёрная пешка · h6 чёрная пешка · a5 чёрная пешка · b5 белая пешка · f5 белая пешка · a4 белая пешка · f4 белый король | c7 чёрная пешка · f7 чёрный король · b6 чёрная пешка · e6 белая пешка · f6 чёрная пешка · h6 чёрная пешка · a5 чёрная пешка · b5 белая пешка · f5 белая пешка · a4 белая пешка · f4 белый король | c7 чёрная пешка · f7 чёрный король · b6 чёрная пешка · e6 белая пешка · f6 чёрная пешка · h6 чёрная пешка · a5 чёрная пешка · b5 белая пешка · f5 белая пешка · a4 белая пешка · f4 белый король | 5 |
| 4 | c7 чёрная пешка · f7 чёрный король · b6 чёрная пешка · e6 белая пешка · f6 чёрная пешка · h6 чёрная пешка · a5 чёрная пешка · b5 белая пешка · f5 белая пешка · a4 белая пешка · f4 белый король | c7 чёрная пешка · f7 чёрный король · b6 чёрная пешка · e6 белая пешка · f6 чёрная пешка · h6 чёрная пешка · a5 чёрная пешка · b5 белая пешка · f5 белая пешка · a4 белая пешка · f4 белый король | c7 чёрная пешка · f7 чёрный король · b6 чёрная пешка · e6 белая пешка · f6 чёрная пешка · h6 чёрная пешка · a5 чёрная пешка · b5 белая пешка · f5 белая пешка · a4 белая пешка · f4 белый король | c7 чёрная пешка · f7 чёрный король · b6 чёрная пешка · e6 белая пешка · f6 чёрная пешка · h6 чёрная пешка · a5 чёрная пешка · b5 белая пешка · f5 белая пешка · a4 белая пешка · f4 белый король | c7 чёрная пешка · f7 чёрный король · b6 чёрная пешка · e6 белая пешка · f6 чёрная пешка · h6 чёрная пешка · a5 чёрная пешка · b5 белая пешка · f5 белая пешка · a4 белая пешка · f4 белый король | c7 чёрная пешка · f7 чёрный король · b6 чёрная пешка · e6 белая пешка · f6 чёрная пешка · h6 чёрная пешка · a5 чёрная пешка · b5 белая пешка · f5 белая пешка · a4 белая пешка · f4 белый король | c7 чёрная пешка · f7 чёрный король · b6 чёрная пешка · e6 белая пешка · f6 чёрная пешка · h6 чёрная пешка · a5 чёрная пешка · b5 белая пешка · f5 белая пешка · a4 белая пешка · f4 белый король | c7 чёрная пешка · f7 чёрный король · b6 чёрная пешка · e6 белая пешка · f6 чёрная пешка · h6 чёрная пешка · a5 чёрная пешка · b5 белая пешка · f5 белая пешка · a4 белая пешка · f4 белый король | 4 |
| 3 | c7 чёрная пешка · f7 чёрный король · b6 чёрная пешка · e6 белая пешка · f6 чёрная пешка · h6 чёрная пешка · a5 чёрная пешка · b5 белая пешка · f5 белая пешка · a4 белая пешка · f4 белый король | c7 чёрная пешка · f7 чёрный король · b6 чёрная пешка · e6 белая пешка · f6 чёрная пешка · h6 чёрная пешка · a5 чёрная пешка · b5 белая пешка · f5 белая пешка · a4 белая пешка · f4 белый король | c7 чёрная пешка · f7 чёрный король · b6 чёрная пешка · e6 белая пешка · f6 чёрная пешка · h6 чёрная пешка · a5 чёрная пешка · b5 белая пешка · f5 белая пешка · a4 белая пешка · f4 белый король | c7 чёрная пешка · f7 чёрный король · b6 чёрная пешка · e6 белая пешка · f6 чёрная пешка · h6 чёрная пешка · a5 чёрная пешка · b5 белая пешка · f5 белая пешка · a4 белая пешка · f4 белый король | c7 чёрная пешка · f7 чёрный король · b6 чёрная пешка · e6 белая пешка · f6 чёрная пешка · h6 чёрная пешка · a5 чёрная пешка · b5 белая пешка · f5 белая пешка · a4 белая пешка · f4 белый король | c7 чёрная пешка · f7 чёрный король · b6 чёрная пешка · e6 белая пешка · f6 чёрная пешка · h6 чёрная пешка · a5 чёрная пешка · b5 белая пешка · f5 белая пешка · a4 белая пешка · f4 белый король | c7 чёрная пешка · f7 чёрный король · b6 чёрная пешка · e6 белая пешка · f6 чёрная пешка · h6 чёрная пешка · a5 чёрная пешка · b5 белая пешка · f5 белая пешка · a4 белая пешка · f4 белый король | c7 чёрная пешка · f7 чёрный король · b6 чёрная пешка · e6 белая пешка · f6 чёрная пешка · h6 чёрная пешка · a5 чёрная пешка · b5 белая пешка · f5 белая пешка · a4 белая пешка · f4 белый король | 3 |
| 2 | c7 чёрная пешка · f7 чёрный король · b6 чёрная пешка · e6 белая пешка · f6 чёрная пешка · h6 чёрная пешка · a5 чёрная пешка · b5 белая пешка · f5 белая пешка · a4 белая пешка · f4 белый король | c7 чёрная пешка · f7 чёрный король · b6 чёрная пешка · e6 белая пешка · f6 чёрная пешка · h6 чёрная пешка · a5 чёрная пешка · b5 белая пешка · f5 белая пешка · a4 белая пешка · f4 белый король | c7 чёрная пешка · f7 чёрный король · b6 чёрная пешка · e6 белая пешка · f6 чёрная пешка · h6 чёрная пешка · a5 чёрная пешка · b5 белая пешка · f5 белая пешка · a4 белая пешка · f4 белый король | c7 чёрная пешка · f7 чёрный король · b6 чёрная пешка · e6 белая пешка · f6 чёрная пешка · h6 чёрная пешка · a5 чёрная пешка · b5 белая пешка · f5 белая пешка · a4 белая пешка · f4 белый король | c7 чёрная пешка · f7 чёрный король · b6 чёрная пешка · e6 белая пешка · f6 чёрная пешка · h6 чёрная пешка · a5 чёрная пешка · b5 белая пешка · f5 белая пешка · a4 белая пешка · f4 белый король | c7 чёрная пешка · f7 чёрный король · b6 чёрная пешка · e6 белая пешка · f6 чёрная пешка · h6 чёрная пешка · a5 чёрная пешка · b5 белая пешка · f5 белая пешка · a4 белая пешка · f4 белый король | c7 чёрная пешка · f7 чёрный король · b6 чёрная пешка · e6 белая пешка · f6 чёрная пешка · h6 чёрная пешка · a5 чёрная пешка · b5 белая пешка · f5 белая пешка · a4 белая пешка · f4 белый король | c7 чёрная пешка · f7 чёрный король · b6 чёрная пешка · e6 белая пешка · f6 чёрная пешка · h6 чёрная пешка · a5 чёрная пешка · b5 белая пешка · f5 белая пешка · a4 белая пешка · f4 белый король | 2 |
| 1 | c7 чёрная пешка · f7 чёрный король · b6 чёрная пешка · e6 белая пешка · f6 чёрная пешка · h6 чёрная пешка · a5 чёрная пешка · b5 белая пешка · f5 белая пешка · a4 белая пешка · f4 белый король | c7 чёрная пешка · f7 чёрный король · b6 чёрная пешка · e6 белая пешка · f6 чёрная пешка · h6 чёрная пешка · a5 чёрная пешка · b5 белая пешка · f5 белая пешка · a4 белая пешка · f4 белый король | c7 чёрная пешка · f7 чёрный король · b6 чёрная пешка · e6 белая пешка · f6 чёрная пешка · h6 чёрная пешка · a5 чёрная пешка · b5 белая пешка · f5 белая пешка · a4 белая пешка · f4 белый король | c7 чёрная пешка · f7 чёрный король · b6 чёрная пешка · e6 белая пешка · f6 чёрная пешка · h6 чёрная пешка · a5 чёрная пешка · b5 белая пешка · f5 белая пешка · a4 белая пешка · f4 белый король | c7 чёрная пешка · f7 чёрный король · b6 чёрная пешка · e6 белая пешка · f6 чёрная пешка · h6 чёрная пешка · a5 чёрная пешка · b5 белая пешка · f5 белая пешка · a4 белая пешка · f4 белый король | c7 чёрная пешка · f7 чёрный король · b6 чёрная пешка · e6 белая пешка · f6 чёрная пешка · h6 чёрная пешка · a5 чёрная пешка · b5 белая пешка · f5 белая пешка · a4 белая пешка · f4 белый король | c7 чёрная пешка · f7 чёрный король · b6 чёрная пешка · e6 белая пешка · f6 чёрная пешка · h6 чёрная пешка · a5 чёрная пешка · b5 белая пешка · f5 белая пешка · a4 белая пешка · f4 белый король | c7 чёрная пешка · f7 чёрный король · b6 чёрная пешка · e6 белая пешка · f6 чёрная пешка · h6 чёрная пешка · a5 чёрная пешка · b5 белая пешка · f5 белая пешка · a4 белая пешка · f4 белый король | 1 |
|   | a | b | c | d | e | f | g | h |   |

Херефордский шахматный клуб — второй по дате возникновения из британских провинциальных шахматных клубов. Клуб в Оксфордском университете был создан в 1810 году хирургом Уильямом Такуэллом. Он существовал всего два года и был более известен общением и ужинами, чем шахматами.
Мартин Смит сумел реконструировать позицию, которая расставлена на доске центрального стола на картине 1815 года. Эдвин Гуд Райт держит в руке фигуру (белая пешка?), которой предположительно собирается сделать ход на е6, он принесёт ему победу над противником. Однако, это только один из вариантов трактовки: если пешка будет поставлена на е5, то после размена пешек значительное преимущество будет уже у чёрных. Мартин Смит предположил, что художник намеренно показал позицию неоднозначной, чтобы ни один шахматист, играющий партию не почувствовал себя обиженным. Он представил себя «хозяином марионеток, незаметно дергающим за ниточки, поэтому и расположил себя подальше от зрителя на заднем плане сцены».
Картина «Херефордский шахматный клуб» была показана на Летней выставке в Королевской академии 1818 года наряду с другими картинами этого художника. Однако, какой именно вариант из минимум двух, принадлежавших кисти художника, там выставлялся, — неизвестно. В настоящее время картина из собрания Гринлиса принадлежит частному коллекционеру, который пожелал остаться неизвестным.
На стенах находятся картины. На дальней — пейзаж Херефорда, а на левой — картина, идентифицированная Марио Празом как «Святой Себастьян» неизвестного художника венецианской школы. Список картины работы Яна Томаса ван Йеперена (1617—1678), выполненный в 1689 году, находится в церкви замка Локкенхаус в альпийской Австрии, копия есть в Национальной картинной галерее Венгрии, копия Жерара Зегерса (фламандский художник, 1603—1658, рисовальщик, копиист), датируемая 1630-ми годами, — в маленькой столовой в Петуорт-хаус, в Сассексе. Вероятно, её и использовал художник, создавая групповой портрет шахматистов. Искусствоведы предполагали, что художник украсил стены копиями картин, чтобы рекламировать свои навыки как изготовителя подобных копий. Картина предназначалась для показа на Летней выставке 1818 года Королевской академии, которая была местом демонстрации художниками своих разнообразных талантов для потенциальных заказчиков.

## Версии картины

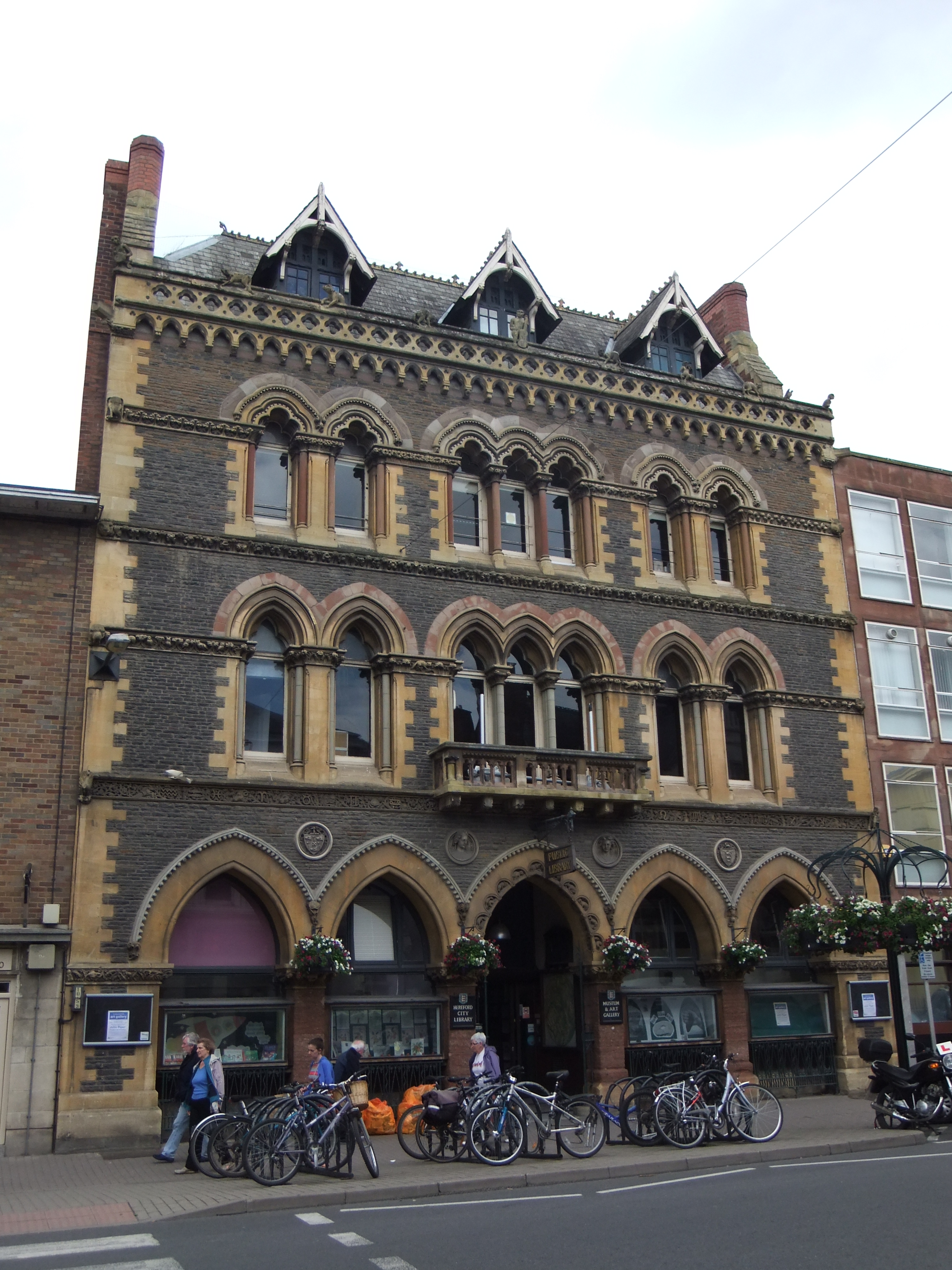
Hereford Museum and Art Gallery, где находится версия 1815 года

Вторая версия картины «Херефордский шахматный клуб» (более ранняя) находится в Hereford Museum and Art Gallery (инвентарный номер 1434). На ней изображены также декоративный пёсик, трость одного из членов клуба, прислонённая на переднем плане к стене и некая коробка, предположительно с продуктовым набором, но лежащая на полу. На левой стене находится другая картина — неустановленный мужской портрет. Отличается и личность одного из персонажей на переднем плане. Данная версия демонстрирует ясность замысла, уверенность и мастерство художника. На пейзаже, который висит на дальней стене изображена рядом с собором колонна, которая была возведена в 1809 году в качестве местного памятника герою Трафальгарской битвы адмиралу Горацио Нельсону, но деньги закончились, а изображение Нельсона на вершине колонны так и не было выполнено, оно было заменено вазой (урной). Такой же сюжет подобной картины и на версии Гринлиса. Пейзаж, изображённый Лимингом, находится в настоящее время в экспозиции Hereford Museum and Art Gallery как выполненный неизвестным художником.
Картина Лиминга была приобретена музеем в 1940-х годах. Сохранилась копия собственноручной записи художника (в настоящее время оригинал этой записи утрачен), которая содержит дату создания (1815), и его подпись («Т. Leeming Pinxt»), список изображённых на ней персонажей. Картина имеет простое название «Херефордский шахматный клуб» в отличие от названия на картине Гринлиса, которое является более распространённым «Портрет джентльменов из Херефордского шахматного общества». Присутствует также запись, что шахматный клуб был создан 29 ноября 1812 года.
Ещё одна — третья версия картины была выставлена на аукционе Christie’s 7 сентября 2010 года. Заметные различия: собака больше размером, другой породы, здесь она спит на полу на переднем плане и изображена на другой стороне картины. Группа предметов в левом переднем углу на этот раз включает в себя книгу (она оказывается шахматной книгой), лежащую на стильном кресле. Обивка мягкой мебели сделана из кожи в стиле ампир. Такие кресла были модны около 1815 года. Отсутствует ваза на дальнем плане, потолок украшен лепниной, картины на стенах снова другие. Оценка аукционного дома составляла всего £ 800 — £ 1200, что было почти в десять раз дешевле, чем цена на картину из собрания Гринлиса, проданную в 1991 году. Искусствоведы Christie’s не смогли установить автора и место её действия. Каталог описывал картину просто как работу английской школы XIX век под названием «Шахматисты». Причина столь низкой оценки — картина выполнена полностью или частично не Лимингом, а другим художником. В 1982 году эта версия была продана на аукционе Christie’s за £ 750. В 2010 году данный вариант картины была продана за £ 1 800 неизвестному коллекционеру, который участвовал в аукционе через интернет. На левой боковой стене изображена картина, атрибутируемая испанскому художнику XVI века Франсиско Рибальта «Христос, несущий свой крест» из капеллы в Magdalen College в Оксфорде (по иной версии её автор — другой испанский художник, — живший в XVII веке Хуан де Вальдес Леаль). Лиминг сделал для алтаря собора Херефорда большую копию этой картины.

## Галерея

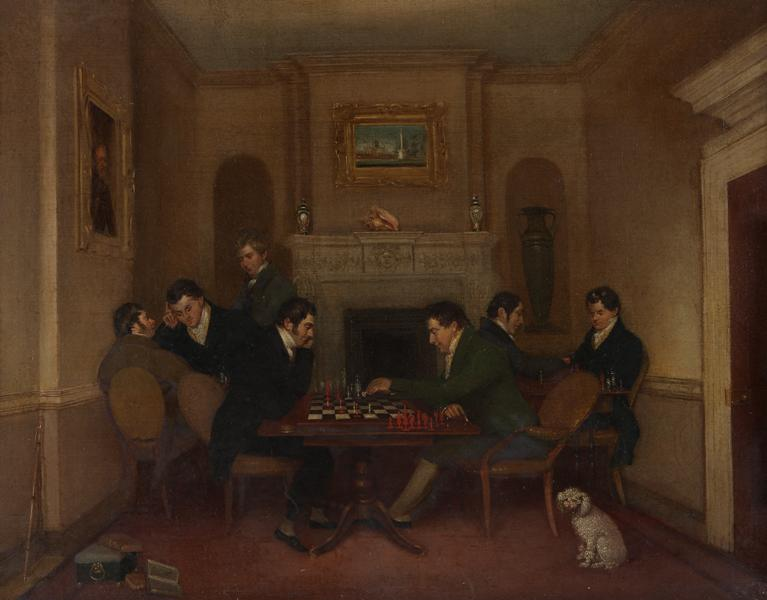
Томас Лиминг. Херефордский шахматный клуб. Hereford Museum and Art Gallery
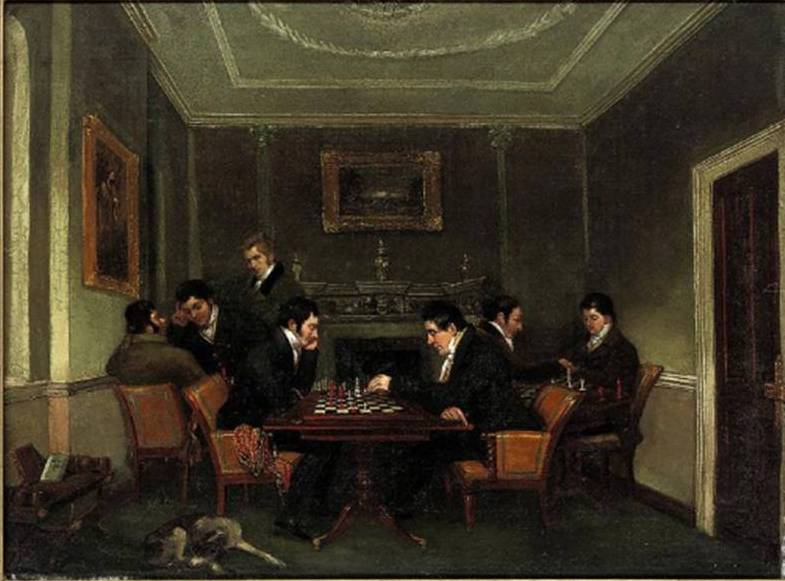
Томас Лиминг (?). Шахматисты (Херефордский шахматный клуб). Версия с аукциона Christie’s
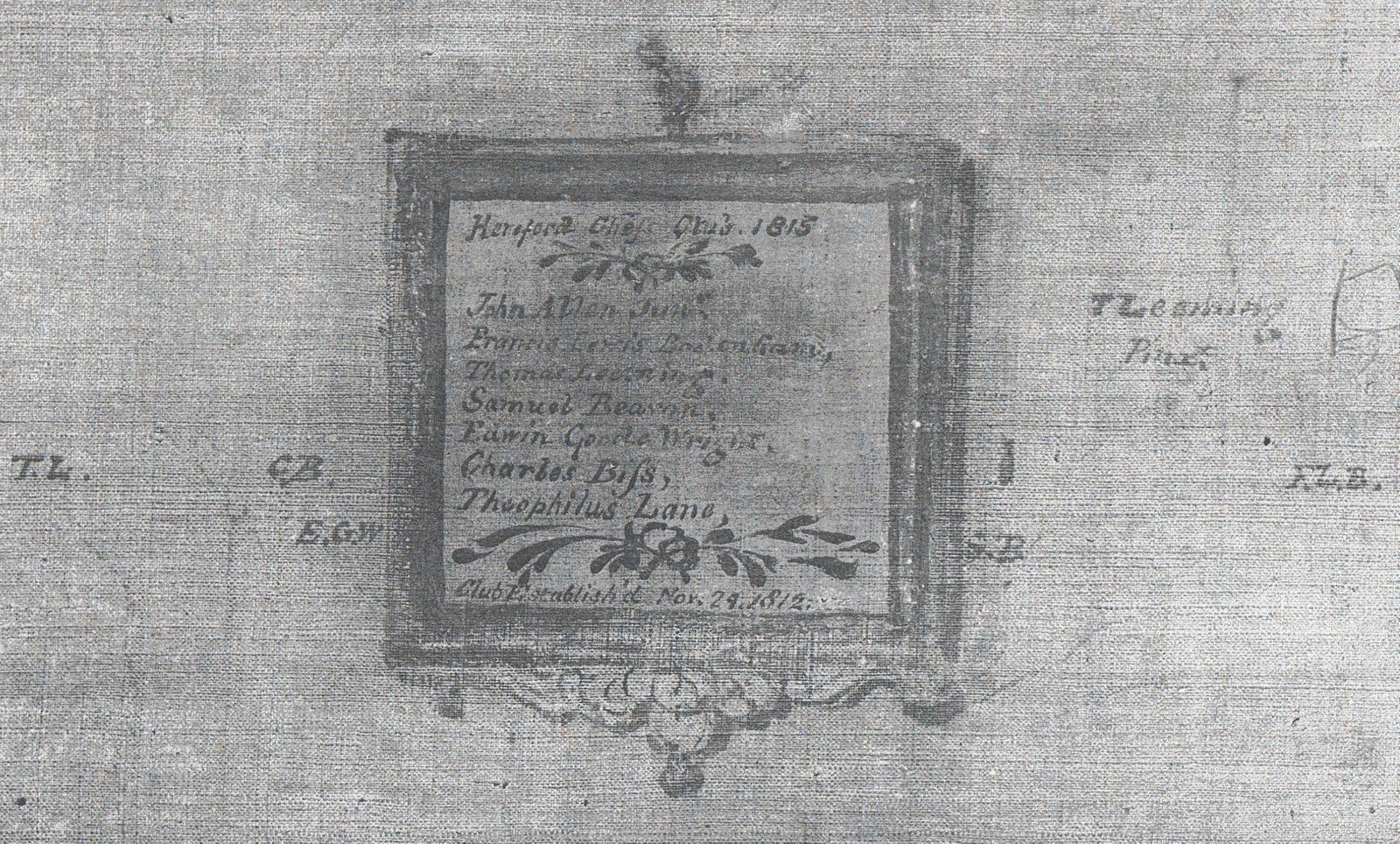
Томас Лиминг. Несохранившийся перечень персонажей и подпись к картине из собрания Hereford Museum and Art Gallery (фото)
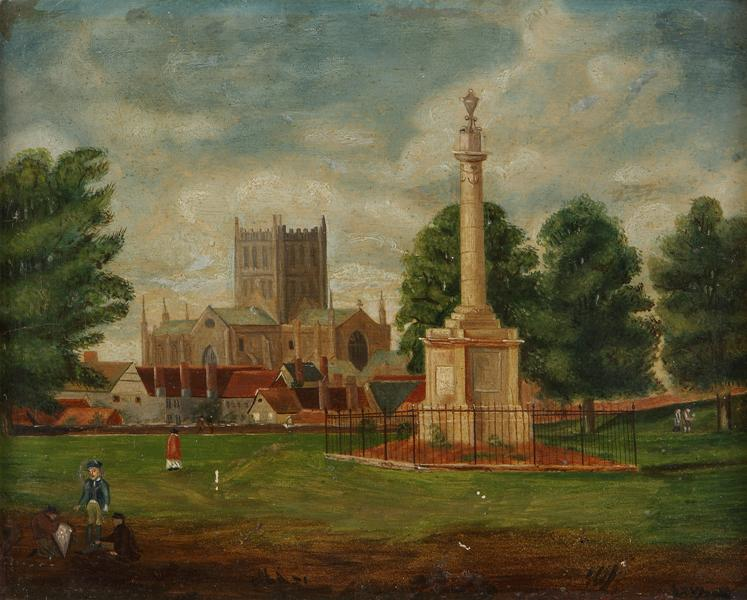
Неизвестный автор начала XIX века. Собор и колонна Нельсона в Херефорде из собрания Hereford Museum and Art Gallery (изображена на картине Томаса  Лиминга «Херефордский шахматный клуб»)
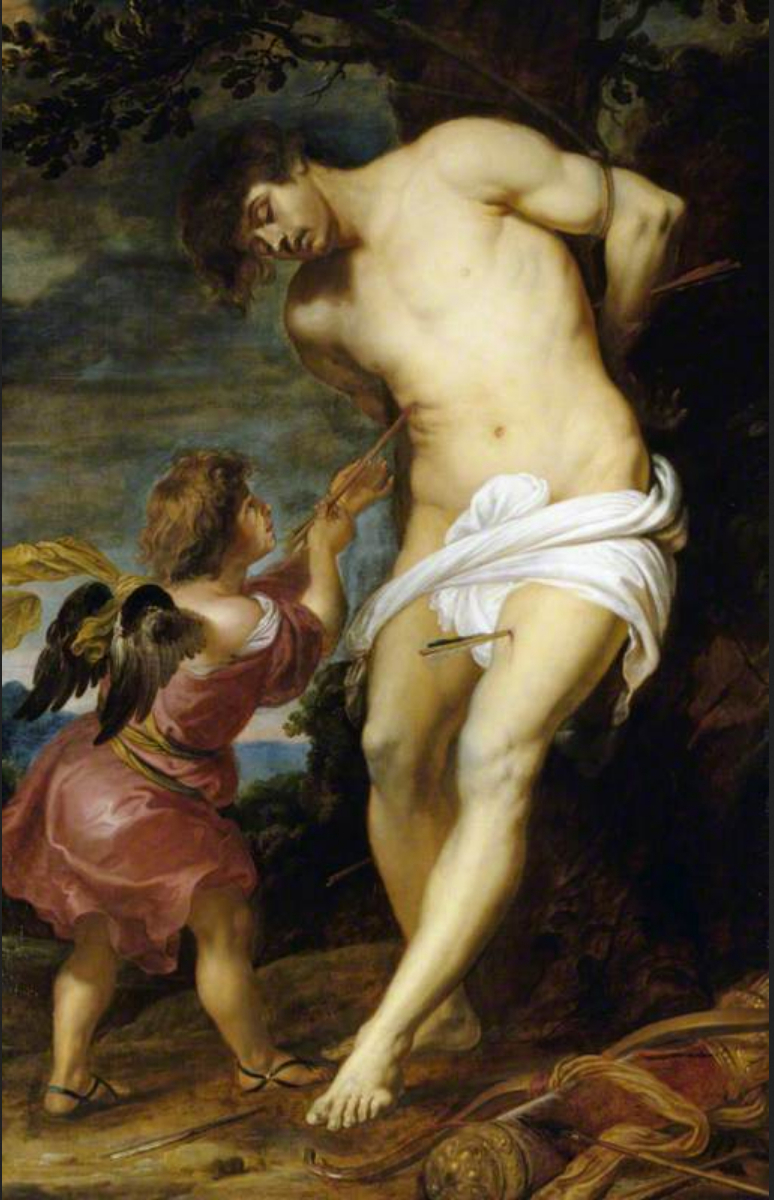
Жерар Зегерс. Святой Себастьян, 1630-е годы
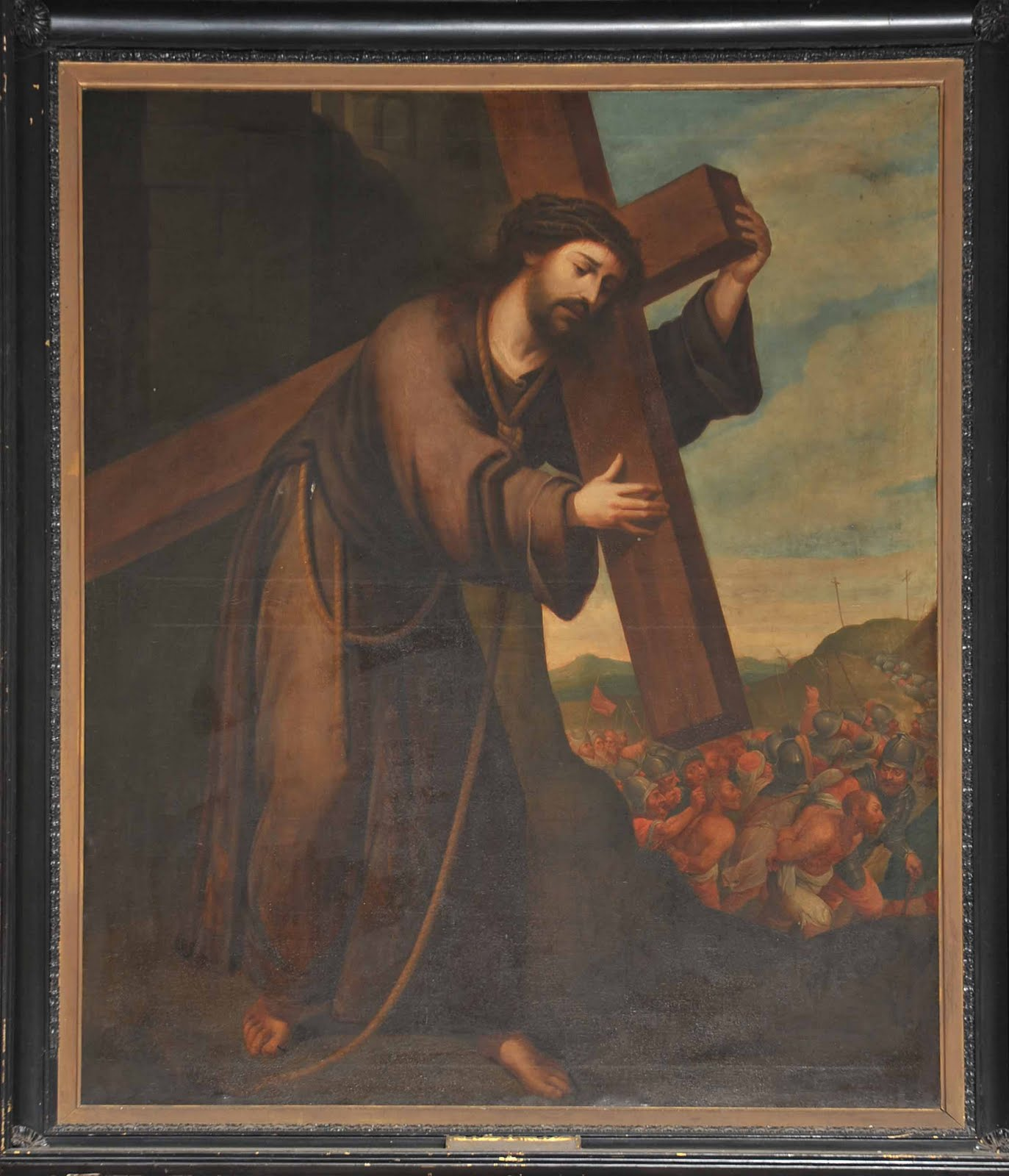
Томас Лиминг. «Христос, несущий свой крест» из собора в Херефорде